# 스타키텍트

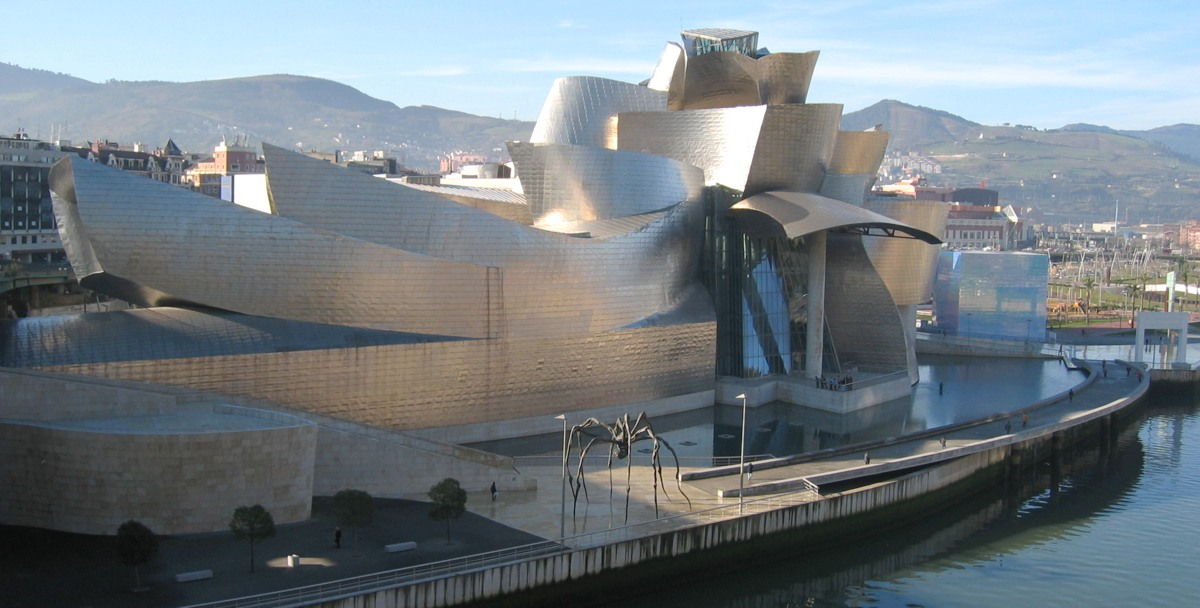
스페인 빌바오의 빌바오 구겐하임 미술관 (프랭크 게리 작)

스타키텍트 (Starchitect, 스타 건축가)이란 건축가의 명성이나 호평이 쌓여 건축계의 우상으로 떠오르거나, 심지어는 대중에게까지도 어느 정도의 명성을 부여받게 되었을 때 그 당사자를 일컫는 말이다. 이때의 명성은 전위예술적으로 얼마나 참신한지에 따라 달린 경우가 일반적이다.

## 빌바오 효과
빌바오 효과란 하나의 건축물이 도시의 부흥을 일으키는 현상을 일컫는다.
건물은 흔히 이윤 창출의 기회로 간주되기 때문에 희소성이나 어느 정도의 특수성을 창출하는 것은 투자에 더 큰 가치를 부여한다. 건물의 기능성과 전위 예술적 요소 간의 균형은 많은 부동산 개발 업자들에게 영향을 미쳤다. 예를 들어, 건축가 존 포트먼은 1980년대 미국의 여러 도시에서 실행했던, 광활한 아트리움과 함께 고층 호텔들의 건축이 건물의 면적을 극대화하는 것보다 수익성이 더 높다는 것을 발견했다.
그러나, 1970년대 후반과 1980년대 초반 사이 포스트모더니즘 건축이 등장하면서, 건축 업계의 스타로서의 지위는 찰스 젱크스와 같은 포스트 모던 비평가들로부터 논쟁이 제기되었고, 현대 건축의 수호자들이 조롱해 왔었던 대중문화와 연관된 전위 예술라는 주장이 제기되었다. 이에 대해, 젠크스는 '이중 코딩'을 주장했다. 즉, 포스트 모더니즘은 일반 대중들이 이해하고 즐길 수 있는 것이지만, '비판적인 승인'을 요구할 수 있다는 것이다. 그 시기에 유명한 건축가들은 종종 건물을 거의 짓지 않았다. 그게 아니라면 그들의 가장 잘 알려진 작품들은 '종이 건축'이었다. 종이 건축은 레옹 크리에, 마이클 그레이브스, 알도 로시, 로버트 A. M. 스턴, 한스 홀라인, 제임스 스털링의 작품들에서 볼 수 있는데 현재에는 건축 잡지에서의 빈번한 재현을 통해 이미 잘 알려져 있지만 당시에는 한 번도 지어지지 않았거나 심지어는 짓는 것이 불가능한 계획들이었다.
포스트모더니즘이 쇠퇴하면서 그것이 지니고 있던 전위주의적인 자격은 직업 용어와 전통, 그리고 명성간의 연관성이 현대적인 전위 예술로 되돌아갔기 때문에 골머리를 앓았다. 그러나 현대주의의 첨단 기술의 흐름은 공식적으로 퇴보하고 있던 포스트 모더니즘과 병행하여 유지되었다. 당시의 포스트모더니즘은 노골적으로 드러내지는 않았지만 구조와 시스템 공학을 찬양함으로써 "진보"를 옹호했다. 이러한 기술적 기교는 이 기간동안의 노먼 포스터, 렌조 피아노, 리처드 로저스의 작품에서 발견할 수 있다. 특히 렌조 피아노, 리처드 로저스는 1977년에 파리에 지어진, 국제적으로 칭송을 받으며 논쟁의 대상이 되었던 퐁피두 센터를 디자인한 바가 있다. 소위 하이테크 건축이라고 불리는 이것이 보여준 것은 '공학적 효율성만큼이나 도시에서의 우아함이 특징인 건축물'이라는 산업적 미학이 대중의 호소를 가졌다라는 것이다. 이것은 또한 어느 정도는 주거용 및 상업용 건축물을 위한 디자인에서 체인 링크 울타리와 원자재 및 기타 산업 자재를 사용하는 것과 같은 이른바 '해체주의 건축'의 증거였다. 확실히 적어도 1970년에 이런 분야에서 가장 유명한 전문가는 국제적으로 명성있는 건축가인 프랭크 게리일 것이다. 프랭크 게리의 캘리포니아주 산타모니카에 있는 집은 위에서 언급한 해체주의 건축의 특징을 담고 있음을 알 수 있다.
20세기에 접어들면서 도시들이 발전함에 따라, 경제학자들은 다국적 기업들의 힘과 세계화는 '국가에서부터 개별 도시로 향하는 힘'의 균형으로 이동할 것이라고 예측했다. 이때의 개별 도시들은 이웃한 도시 그리고 수완이 좋은 현대사업을 위한 다른 도시들(신도시 등)과 경쟁하였고, 특히 서유럽의 주요 도시들과 미국 도시들 내에서는 점점 도시에서의 산업에 제조업을 포함하지 않았다. 따라서 도시들은 "스스로를 재창조" 하여 문화적 가치에 우선 순위를 부여하기 시작했다. 지방 자치 단체들과 비영리 단체들은 스타키텍트들의 명성을 이용하여 그들의 교통과 관광 수입을 유도하기를 원한다. 그러던 중 위에서 언급한 프랭크 게리가 지은 스페인 빌바오에 위치한 구겐하임 박물관이 선풍적인 인기와 결정적인 성공을 해냈다. 그때의 빌바오는 경제적 쇠퇴를 겪고 있는 낙후 도시였지만, 이
구겐하임 박물관으로 인해 재정적 성장과 명성을 얻었다. 이후 매체에서는 스타키텍트들이 건축한 명성있는 건물들이 도시에서 랜드마크로 자리잡으면서 그 전과 차이점을 만들어내는 현상을 "빌바오 효과"라고 일컫기 시작했다. 비슷한 예로는 다니엘 리베스킨트가 영국 그레이터맨체스터 주에 건설한 노스 임페리얼 전쟁 박물관(2002)과 스티븐 홀이 핀란드 헬싱키에 지은 키아스마 현대 미술관, 그리고 OMA(메트로폴리탄 아키텍처 오피스, metropolitan architecture office)가 미국 워싱턴 주에 지은 시애틀 중앙 도서관(2004)이 있다.
'와우 팩터(Wow factor, 놀라게 할 만한 요소)'라는 어휘의 기원은 불분명하지만, 1990년대 후반 이래로 도시 재생 분야에서 전위 예술적인 건물들을 선전하기 위해서 영국과 미국 내에서는 널리 사용되고 있다. 심지어 영국에서는 이 '와우 팩터'의 중요성을 연구하기 위해 자금을 제공하면서까지 와우 팩터를 더욱 과학적인 측면에 도입하고 있다. 영국 서식스 대학에서 2000년에 실시한 연구에서, 피실험자들은 이러한 새로운 발전들로 인한 "마음과 감각에 미치는 영향"을 고려하도록 요청되었다. 주어진 건물에 대한 만족도를 높이기 위한 시도에서, 건축가들, 고객들, 그리고 그 건물의 예정 사용자들은 "건물의 이용자들이 건물에 대해서 뭐라고 생각할까?", "건물이 사회 공동체에 초점을 맞추고 있는가?"와 같은 질문을 받았다.
영국 건설 산업 위원회에서 만들어진 설계 품질 지표에 따라, 새로운 건물들을 의뢰하는 단체들은 해당 건물이 기능과 비용 같은 전통적인 우려는 물론이고 "와우 팩터"를 가지고 있는지의 여부를 고려하고 있다. "와우 팩터"는 또한 미국의 건축 비평가들, 특히 뉴욕 타임즈의 건축 비평가인 허버트 무스캠프, 니콜라이 우르소프의 "도시는 근본적으로 새로운 건물들에 의해 개조될 필요가 있다는 논쟁을 통해서 받아들여졌다. 우르소프는 미국-스페인 건축가인 산티아고 칼라트라바의 브루클린 다리 기슭 남쪽 80번가에 위치한 새로운 마천루에 대해 논의하면서 칼라트라바의 아파트가 어떻게 3000만달러의 가치를 가지는, 전 세계의 엘리트들을 위한 도시 내의 자급적인 피난처로 명성을 얻을 수 있었는지에 대해 언급했다. 그 내용은 아래와 같다.
"만약 칼라트라바의 아파트가 과거의 밴더 빌트 맨션과는 정신적으로 다른 점이 있다면, 그것은 그들이 더 눈에 잘 띌 것을 약속한다는 것이다. 그 아파트는 미학의 천국이다."